# Дупляк Микола Степанович
Микола Степанович Дупляк (нар. 15 січня 1940, село Дашківці, тепер Віньковецького району Хмельницької області) — український діяч, зоотехнік, директор радгоспу «Рея» Бердичівського району Житомирської області, голова Бердичівської районної ради Житомирської області. Народний депутат України 1-го скликання.

## Біографія
Народився у селдянській родині. Після закінчення Дашковецької середньої школи навчався у Кам'янець-Подільському сільськогосподарському інституті, де здобув спеціальність вчений зоотехнік.
Після закінчення інституту отримав направлення до Бердичівського району Житомирської області, де з 1961 по 1972 рік працював спочатку зоотехніком, потім головним зоотехніком хмелерадгоспу «Рея».
Член КПРС до 1991 року.
У 1972—1974 роках — заступник директора Укрхмільрадгоспу «Рея», у 1974—1998 роках — директор хмелерадгоспу (колективного сільськогосподарського підприємства) «Рея» Бердичівського району Житомирської області.
18.03.1990 року обраний народним депутатом України, 2-й тур, 48,84 % голосів, 5 претендентів. Входив до групи «Земля і воля». Член Комісії ВР України з питань будівництва, архітектури та житлово-комунального господарства.
З червня 1998 року по квітень 2002 року — голова Бердичівської районної ради Житомирської області.
Потім — на пенсії.

## Нагороди
- орден «Знак Пошани»
- медалі
- заслужений зоотехнік України
- почесний громадянин Бердичівського району (23.06.2009)